# 유엔 콩고 활동단

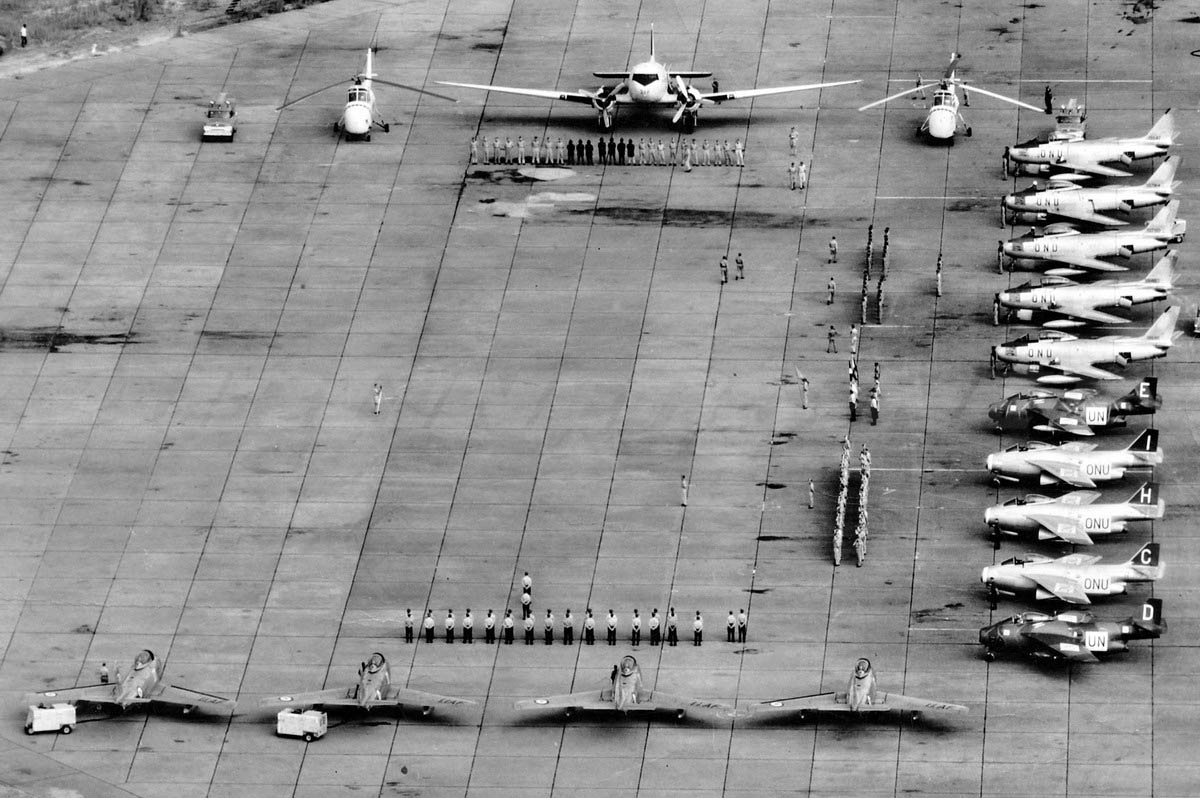
1963년 콩고 카탕가 주 카미나 공군기지의 이란, 필리핀, 스웨덴 UN 평화유지군

유엔 콩고 활동단(United Nations Operation in the Congo , ONUC)은 1960년 콩고 위기 당시 창설된 UN 평화유지군이다.

## 역사
1960년 7월 11일, 모이즈 촘베가 레오폴드빌 콩고(콩고 민주 공화국의 전신)에서 카탕가 주의 독립을 선포해 카탕가국을 건국했다.
1960년 7월 14일, 유엔 안보리는 유엔 안보리 결의 143호를 통과시켜, 콩고의 평화유지를 위해 ONUC를 창설했다.
1961년 9월 18일, 모이즈 촘베가 DC-6 여객기를 전투기로 격추해 제2대 유엔 사무총장 다그 함마르셸드가 사망했다. 모이즈 촘베의 카탕가국 육군 보병 연대 병력과 공군 전투기가 아일랜드 UN 평화유지군 보병 중대를 전멸시키기 직전, 다그 함마르셸드가 휴전을 요청하러 모이즈 촘베에게 가던 중이었다.

## 스웨덴
1953년 4월 10일, 스웨덴 중앙은행 총재, 재무장관 출신인 다그 함마르셸드가 제2대 유엔 사무총장이 되었다. 그런 이유로, 1960년 콩고 위기에 스웨덴군이 많이 파병되었다. 스웨덴 역사상 140년만에 처음으로 전투를 치렀다.
1961년 9월 18일, 카탕가국 모이즈 촘베 대통령에게 다그 함마르셸드가 살해되자, 스웨덴군은 계속 파병되었고, 결국 1963년 ONUC는 카탕가국을 정복했다. 모이즈 촘베 대통령은 외국으로 도망쳤다.
1960년 5월부터 1964년 5월까지 9차례 보병대대를 파병했다.

## 같이 보기
- 1961년 은돌라 UN DC-6 추락 사건